# キャプテン・マーベル (DCコミックス)
キャプテン・マーベル（Captain Marvel）は、シャザム（Shazam、英語発音: [ʃəˈzæm]）としても知られている架空のスーパーヒーローで、元々はフォーセット・コミックス社が発行し、現在はDCコミックスが発行しているアメリカン・コミックスに登場する。アーティストのC・C・ベックとライターのビル・パーカーが1939年にこのキャラクターを生み出した。キャプテン・マーベルは、フォーセット・コミックス発行のウィズ・コミックス2号（表紙は1940年2月）に初登場した。
彼は少年ビリー・バットソン（Billy Batson）の分身であり、魔法の言葉「シャザム！」（"Shazam!"）（6人の「不死身の長老」の頭文字。ソロモン、ヘラクレス、アトラス、ゼウス、アキレス、マーキュリーの6人の不死身の長老の頭文字をとったもの）と唱えることで、超人的な力、スピード、飛行などの能力を持つコスチュームを着た大人に変身することができる。主な宿敵であるドクター・シヴァナ、ブラック・アダム、ミスター・マインドなどの、The Monster Society of Evilとして連携している悪党たちと戦う。

## 概要
初期においてはコミックのタイトルでもあった。和訳表記については「キャプテン・マーヴル」などの表記ゆれもある。なお、『マーベル・ファミリー』もコミックのタイトルである。本項ではマーベル・ファミリーのメンバーであるメアリー・マーベルとキャプテン・マーベル・Jrについても説明する。
初登場は1940年2月発行の『ウィズ・コミックス』第2号。出版社はフォーセットコミックス。1939年にC. C.ベック(C. C. Beck)とビル・パーカー(Bill Parker)によって創造された。「思春期の幻想を生かす」という前提に基づき、ビリー・バットソン少年のオルター・エゴ（別人格）としてキャプテン・マーベルは設定された。
フォーセット・シティに住むビリーの職業は、ウィズ・ラジオのアナウンサーである。時空を超えた永遠の岩（ロック・オブ・エターニティ）に住む魔術師シャザムにより、善の戦士に選ばれた少年ビリーは、「シャザム」という呪文を唱えると魔法の稲妻に打たれ、6人分のスーパーパワーを持った大人のスーパーヒーローに変身する。メアリー・マーベルとキャプテン・マーベル・Jrのように幾人かの友人や家族もビリーの能力を共有しており、マーベル・ファミリーという仲間を有している。メアリーも変身の際には同じキーワードを使用するが、キャプテン・マーベル・Jrの場合は「キャプテン・マーベル！」である。
なお、『キャプテン・マーベル』と『マーベル・ファミリー』ともに「スーパーマンの盗作」とDCコミックスから訴えられており、1950年代には売り上げが落ち廃刊となっている。DCが版権を取得したのは1970年代であり、この時マーベル・コミックが社名などでマーベルを商標登録していたため、『キャプテン・マーベル』の使用を避け『Shazam!』に改題された。2011年より開始したDCコミックスのリニューアル展開New52ではヒーローの名称もShazam!（シャザム）に改められた。

## 人物
本名：ウィリアム・ジョセフ・"ビリー"・バットソン (William Joseph "Billy" Batson)
ビリーの両親は考古学者であった。二人は、ビリーとメアリーという幼い双子を連れ、エジプトでラムセス2世の墓を調査していたが、助手のテオ・アダム（ブラックアダム）により殺害される。姉と離れ離れになり、ビリーは父の弟であるエベネザーに引き取られたが、彼の目当ては遺産であり、ビリーは追い出されてしまう。ビリーはフォーセット・シティで新聞売りとして生計を立てるようになったが、ホームレス同然で、地下鉄の駅で夜を過ごすことも珍しくなかった。
ある夜、地下鉄のトンネルから謎の男が呼びかけてきた。ビリーが誘いに乗ると、そこにはルーン文字やヒエログリフ（神聖文字）が刻まれた、壮麗な列車があった。列車は二人を乗せて地下を走った。到着したのは洞窟の入り口で、そこには7つの大罪（「驕り」、「妬み」、「執着」、「怒り」、「利己」、「怠惰」、「不正義」）を模った石碑が並んでいた。洞窟の中には、数千年にわたる人類の守護者・魔術師シャザムが待っていた。シャザムはビリーを後継者と認め、魔力の全てを与えることにした。
こうしてビリーは、6人の神々の力を発揮するキャプテン・マーベルへの変身能力を身につけたのだった。そして、後に「謎の男はビリーの父親の幽霊だった」と判明し、ビリーは 
姉を探す決意を新たにした。ラジオのアナウンサーとなるのはこの後である。

## S.H.A.Z.A.M. (6つの能力)
キャプテン・マーベルの能力は、彼ら6柱の神々に由来する（頭文字を並べると「SHAZAM（シャザム）」となる）。なお、叡智、剛力といった形容は『DCキャラクター大事典』による。
- Solomon（ソロモン）の叡智

科学や、既知の言語の大半などを膨大に収録している学術知識へ、即時にアクセスする。卓越した映像記憶能力と、鋭敏な知力を発揮できる。象形文字を読んで解読し、学んだことを全て思い出し、長い数学の方程式を解くことができる。
（この世での）神による現象をよく理解する、必要な時には助言と忠告をもたらす。初期の物語では、催眠能力もあった。
- Hercules（ハーキュリーズ）の剛力

著しく強大なパワーを有する。容易に鋼鉄を曲げ、パンチで壁を貫き通し、巨大な物体（南アメリカ大陸の大きさのものまで）を持ち上げることができる。
- Atlas（アトラース）の体力

スタミナの根源。ほとんどの種類の極端な物理的攻撃に耐えて生き残り、攻撃の痛手を治すことができる。さらに、食事や睡眠、呼吸などの必要がなくなり、宇宙空間で独力で生き残ることができる。
いくつかの物語では、危機の前に、この能力により彼が不死身だと暗示された。
- Zeus（ゼウス）の全能

変身時に、魔法の稲妻に火をつける。稲妻から身をかわして、それを相手やターゲットにぶつける（稲妻を武器として使用する）。肉体および精神的能力を高め、あらゆる魔法の呪文や攻撃に抵抗できるようにする。
魔法の稲妻には、このほかにいくつかの用途があり、例えば、ビリーに毒が盛られた場合には、キャプテン・マーベルに変身すると、ビリーは生き残ることができる。
いくつかの物語では、危機前に、この能力により彼が不死身だと主張された。魔法の稲妻は、マーベル・ファミリーにぶつけると彼らの変身を解くことができる。そして、永遠の岩で次元間の旅を支援する。
- Achilles（アキレス）の勇気

勇敢さの源。大抵の精神的な攻撃に対して、不屈の精神を発揮する。ある物語では、彼に戦いの技能を与えていると主張されている。Trials of Shazam!というミニシリーズでは、この点はアキレスのほぼ不死身なことに変更された。
- Mercury（マーキュリー）の神速

超人的なスピードで動き、飛ぶことができる（古い漫画では、長い距離を跳ぶことができるだけだった）。光の速度よりも速く飛び、永遠の岩まで飛行する能力を与える。

## マーベル・ファミリー
双子の姉のメアリーはメアリー・マーベルに、友人のフレディはキャプテン・マーベル・Jrに変身する。ジュニアのパワーは、彼独自のものではなくキャプテンとメアリーから分け与えられたもののため、彼らがジュニアと同時に変身していると、それぞれのパワーは半減してしまう。
メアリー・マーベル (Mary Marvel)
本名はメアリー・バットソン（メアリー・ウィロー・バットソン）。キャプテンと同じく、変身後は成人の姿となる。
9歳の時、両親とビリーと共にエジプトを訪れていた彼女は両親の死にショックを受け記憶を失う。彼女はテオ・アダム（ブラックアダム）の姉妹であるサラ・ブリムの仲介により、ブロムフィールド家に引き取られた。ブロムフィールド家はフォーセット・シティの資産家であり、サラはそこのメイドだった。数年後、彼女は記憶を失ったままだったが、ビリーと再会する。彼はすぐに自分の姉だと理解し、彼らの思い出の品であるぬいぐるみを渡した。
アイバックという悪人がブロムフィールド家の一同を誘拐しようとした際、隠れていた彼女の魂は別の次元に運ばれ、死んだ母親の魂と、そして魔術師シャザムに出会う。彼女は記憶を取り戻し、キャプテン・マーベルの正体がビリーだと悟る。家族を守るために弟と同じパワーが欲しい、とシャザムに願うと、彼はそれを認めキャプテンと同じパワーを与えた。
キャプテン・マーベル・Jr (Captain Marvel Jr.)
本名はフレデリック・フレディ・フリーマン。キャプテンやメアリーとは違い、変身後も少年の姿である。
ニューヨークに住むフレディ少年は、学業優秀でスポーツも得意だったが、事故で両親を失いフォーセット・シティに住む祖父母に引き取られる。ビリーの親友となった彼はビリーと間違えられ、キャプテン・マーベルの宿敵・サバックに誘拐されたこともあった。
マーベルに憧れる彼は後にその正体を知る。数年後、マーベルの敵であるキャプテン・ナチを偶然救った彼は、しかしナチにより祖父を殺され、彼自身も背骨を折られてしまう。マーベルとメアリーは、シャザムにフレディを救うよう懇願する。シャザムは断ったが、メアリーは謎かけだと読み、二人のパワーをフレディに与える。こうしてキャプテン・マーベル・Jrは誕生した。
メアリーに恋をしたものの、ビリーの過干渉から彼らは不仲に陥る。ナチを倒した後、ジュニアはCM3と改名し、ファミリーからの独立を宣言。ニューヨークへ移った彼はティーン・タイタンズやアウトサイダーズに参加した。
インフィニット・クライシスでシャザムが殺害されると、フレディの能力は失われた。キャプテン・マーベルがシャザムの後継者となり、彼の試練を受けたフレディは己の存在価値を6人の神々に示し、スーパーパワーを取り戻した。

## 書誌情報

### 翻訳版
- シャザム！：魔法の守護者

小学館集英社プロダクション刊2015年2月7日。ISBN 978-4796875349

### 原語版
| タイトル                                                | 刊行日     | ISBN           |
| ------------------------------------------------------- | ---------- | -------------- |
| Shazam! From the 40's to the 70's                       | 1977年     | 978-0517531273 |
| Power of Shazam                                         | 1995年5月  | 978-1563891533 |
| Superman/Shazam!: First Thunder                         | 2006年5月  | 978-1401209230 |
| Shazam! Family Archives                                 | 2006年9月  | 978-1401207793 |
| Showcase Presents: Shazam!                              | 2006年12月 | 978-1401210892 |
| Trials of Shazam Vol.1                                  | 2007年6月  | 978-1401213312 |
| Trials of Shazam Vol.2                                  | 2008年7月  | 978-1401218294 |
| Shazam!: The Greatest Stories Ever Told                 | 2008年2月  | 978-1401216740 |
| Shazam!: The Monster Society of Evil                    | 2009年3月  | 978-1401209742 |
| Shazam!: The Golden Age of the World's Mightiest Mortal | 2010年12月 | 978-0810995963 |
| Shazam: A New Beginning 30th Anniversary                | 2013年3月  | 978-1401238216 |
| Superman Vs. Shazam!                                    | 2013年3月  | 978-1401238216 |
| Shazam!: A Celebration of 75 Years                      | 2015年4月  | 978-1401255381 |
| The New 52                                              |            |                |
| Shazam! Vol.1                                           | 2014年6月  | 978-1401246990 |
| Billy Batson and the Magic of Shazam!                   |            |                |
| Billy Batson and the Magic of Shazam!                   | 2010年5月  | 978-1401222482 |
| Mr. Mind over Matter                                    | 2011年3月  | 978-1401229931 |

## 映画
キャプテン・マーベルの冒険 (1941年)
演 - トム・タイラー、ジュニア・コーラン（変身前）
シャザム! (2019年)
シャザム!〜神々の怒り〜（2023年）
演 - ザッカリー・リーヴァイ、アッシャー・エンジェル（変身前）

## アニメ

### テレビアニメ
シャザム (アニメ) (1981年 - 1982年)
声 - バリー・ゴードン、日本語吹替 - 堀秀行
ジャスティス・リーグ・アンリミテッド (2004年-2006年)
声 - ジェリー・オコンネル
第20話「Clash」に登場。ジャスティス・リーグに加入直後、迂闊な発言でレックス・ルーサーを政治的に支持していると誤解されてしまう。そこへさらにルーサーがスーパーマンとキャプテン・マーベルの関係悪化を焚きつけ、さながら1996年のミニシリーズ『キングダム・カム』同様の激闘を繰り広げる。
バットマン:ブレイブ&ボールド (2008年-2011年)
声 - ジェフ・ベネット
孤児院で育つ少年、ビリー・バットソンが変身する。第36話「シャザムの力」では、ブラックアダムとの戦いの後、バットマンの調査で生き別れの姉（アニメ版ではメアリー）と再会した。
第39話「侵略の日」（前編）では、「フェイスレスハンターとスターロの魔手を逃れた、数少ないヒーロー」の一人として登場した。
第52話「友情の絆」では、姉の養父母に引き取られており、姉にメアリー・マーベルへの変身能力を与えている。同時に、新聞の売り子である松葉杖の少年にも、キャプテン・マーベル・ジュニアへの変身能力を与えていた。なお、原作と違い、メアリーは変身しても加齢した外見とはならない。
ヤング・ジャスティス (2011年-現在)
声 - ロブ・ロウ/チャド・ロウ
ジャスティス・リーグの一員として第2話より登場しているが、本格的な登場は第13話「リーダーの素質」からであり、実態がビリーであることはヤングチームには伏せてあった。おじさんと同居しており、後にビリーの年齢は10歳と明言された（第25話「スパイの正体」）。
同話では、ヤング・ジャスティスの監視役を務めた（本来の監視役であるレッド・トルネードが「敵の手で作られた」、と判明したための一時的な措置）。以後もヤングチームに居つく。第19話にて世界が2つに分断された（18歳以上と18歳未満で区分）際、ヤングチームに正体を明かしている。
ジャスティス・リーグ・アクション (2016年-現在)
声 - ショーン・アスティン

### 長編アニメ
スーパーマン/バットマン:パブリック・エネミー (2009年)
声 - コーリー・バートン
スーパーマン/シャザム!:リターン・オブ・ブラックアダム (2010年)
声 - ジェリー・オコンネル
ジャスティス・リーグ:アトランティスの進撃 (2015年)
声 - ショーン・アスティン

## ゲーム
モータルコンバット vs. DCユニバース（2008年）
声 - ケビン・ディレイニー
レゴ バットマン2 DCスーパーヒーロー（2012年）
声 - トラヴィス・ウィリン
インジャスティス:神々の激突（2013年）
声 - ジョーイ・ネイバー
インジャスティス2 モバイル（2019年）